# 이현중학교
이현중학교(泥峴中學校)는 대한민국 경기도 용인시 수지구 풍덕천동에 있는 공립 중학교이다.

## 학교 연혁
- 2002년 1월 14일 : 이현중학교 설치(30학급)
- 2002년 3월 1일 : 초대 장금산 교장 취임, 개교
- 2002년 3월 2일 : 제1회 입학식 (245명)
- 2003년 2월 14일 : 제1회 졸업 17명
- 2024년 1월 5일 : 제22회 졸업식 (342명)
- 2024년 3월 1일 : 제8대 김복화 교장 취임
- 2024년 3월 4일 : 제23회 입학식 (338명)

## 참고 자료
- 이현중학교 - 한국교육학술정보원 학교알리미